# 江南神社
江南神社（こうなんじんじゃ）は北海道札幌市北区屯田7条6丁目2番25にある神社。

## 祭神
- 天照大御神（あまてらすおおみかみ）
- 大國魂命（おおくにたまのみこと）
- 日本武尊（やまとたけるのみこと）

## 史跡
境内には屯田兵にまつわる史跡があり、それぞれが北区歴史と文化の八十八選のうち、「3.森と歴史の道〈屯田コース〉」に選定されている。
56.篠路兵村「移住記念碑」
兵村開設より7年後の1896年（明治29年）に建立。
57.屯田開基九十周年記念顕彰碑
吹田晋平の歌が刻まれている。
58.望郷のアカマツ
兵村開設より5年後の1894年（明治27年）、屯田兵中隊本部は「望郷の松」としてアカマツとオンコを配布した。これは21世紀初頭まで残った4本のうちの1本。

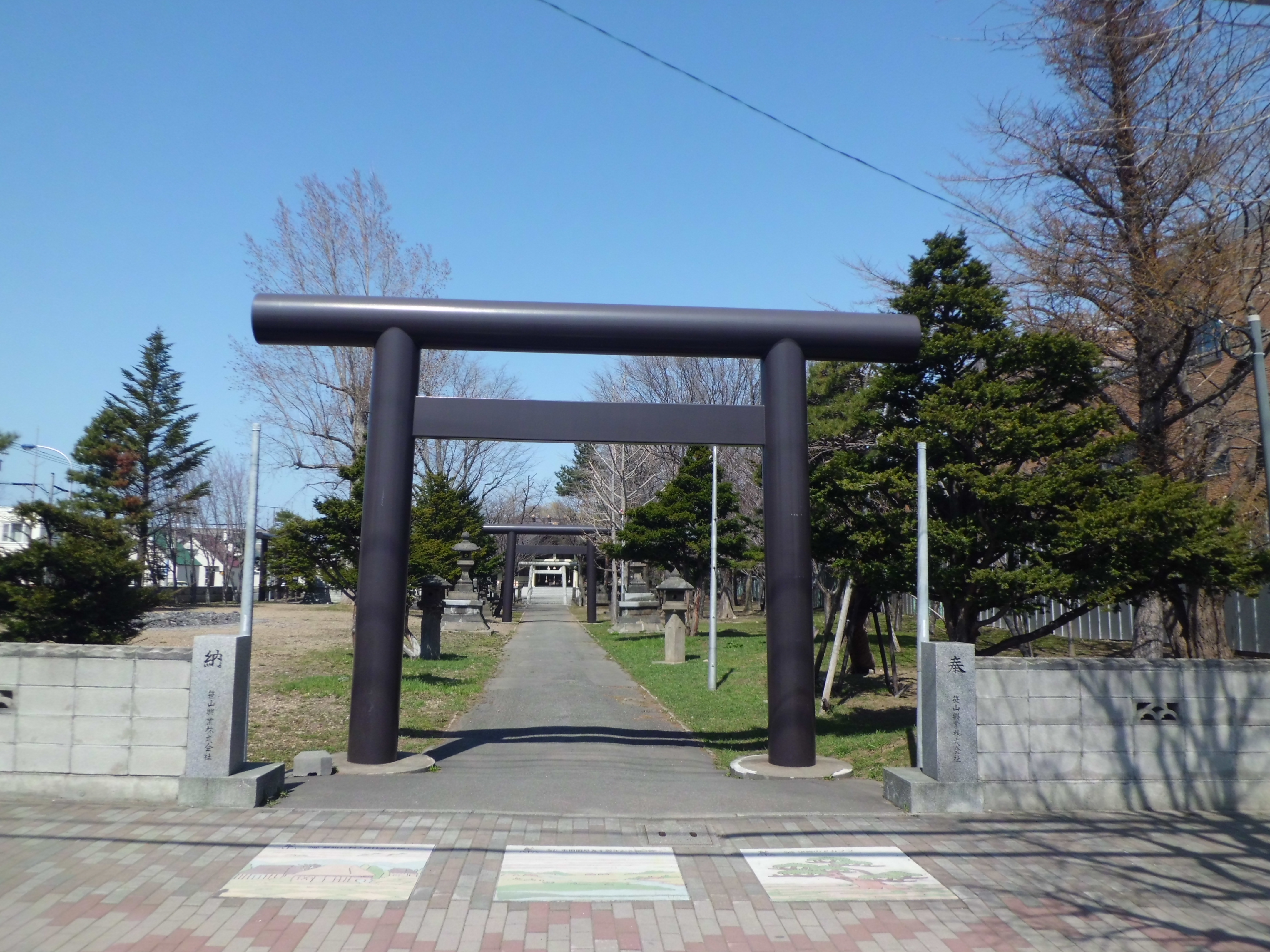
鳥居
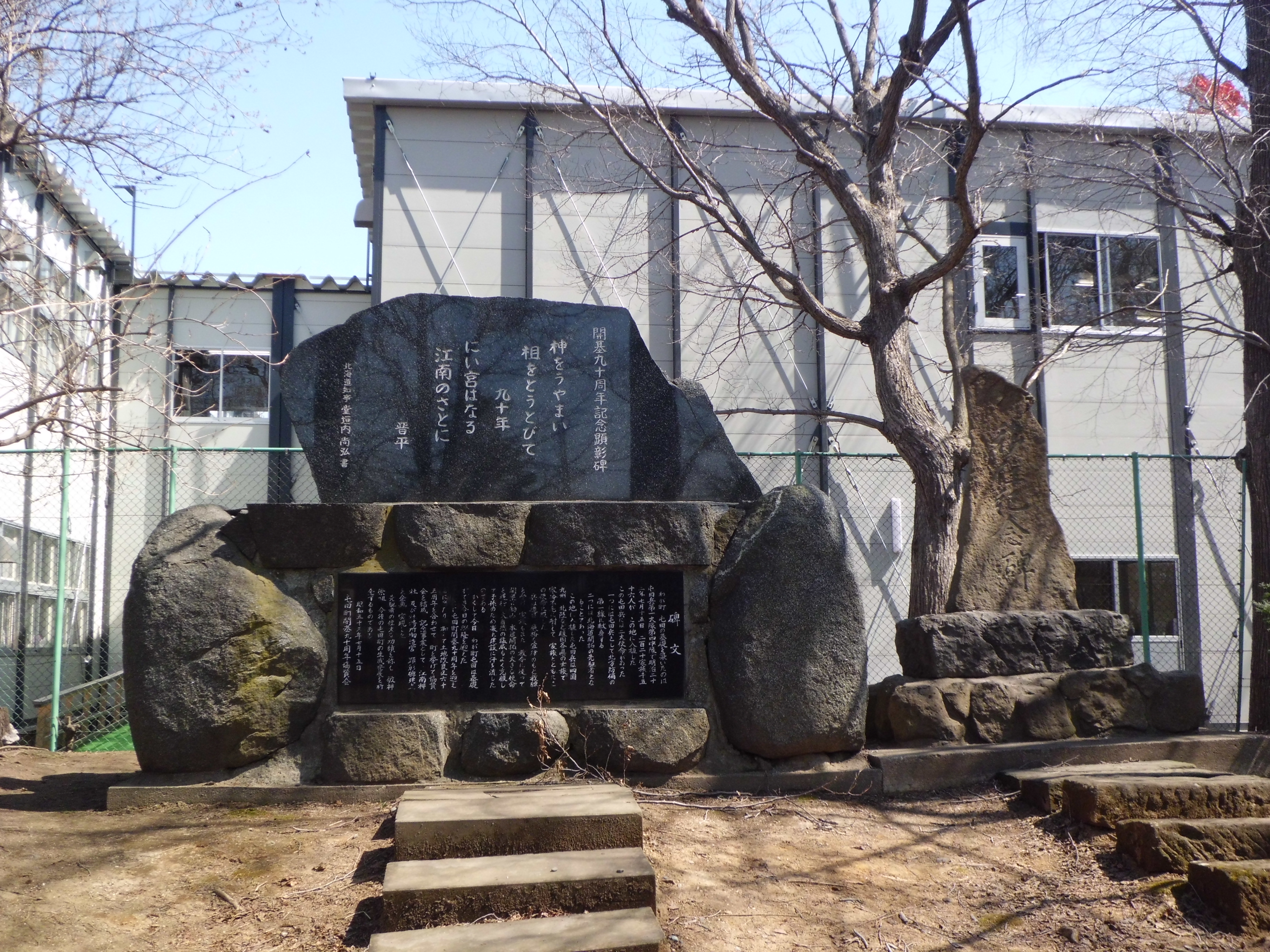
記念碑
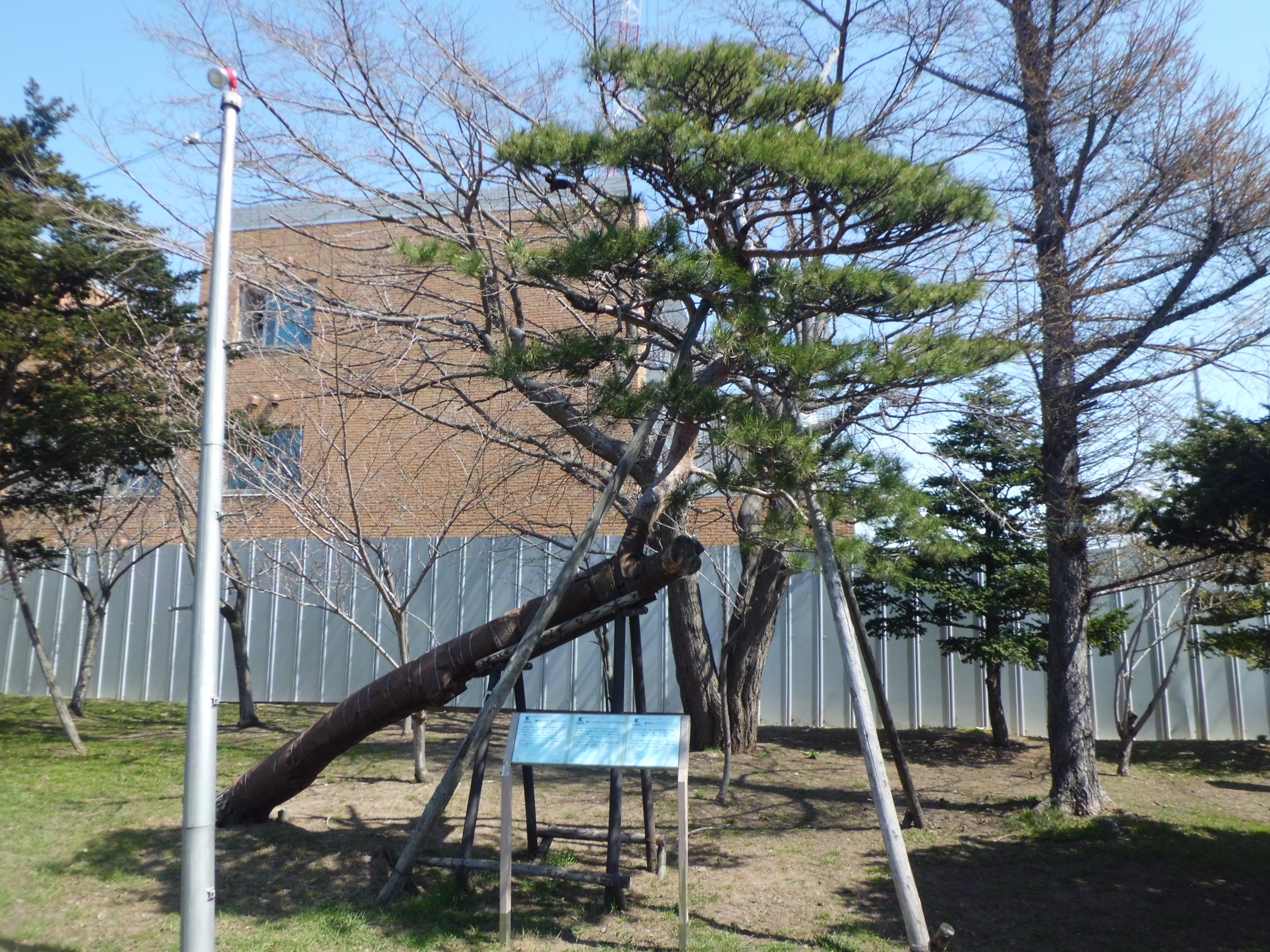
望郷のアカマツ